# Rhabdomyosarcome
 Mise en garde médicale
Un rhabdomyosarcome (du grec ῥάϐδος rhabdos baguette, branche, sarment, verge pour frapper, µῦς mûs rat, souris moule coquillage, muscle et σάρκωµα sarkôma excroissance de chair) aussi appelé RMS,  est une tumeur maligne développée à partir du tissu musculaire squelettique strié ou lisse, d'origine mésenchymateuse.

## Epidemiologie
Les rhabdomyosarcomes sont des tumeurs plus fréquentes chez les enfants et les adolescents.

### Fréquence
Les rhabdomyosarcomes sont des tumeurs pédiatriques représentant approximativement 6 % de l’ensemble des cancers de l’enfant. Ce type de sarcome touche environ 80 enfants en France par an. Il s’agit des sarcomes touchant les tissus mous les plus communs . Le RMS survient à tous les âges, avec un pic d’incidence entre l’âge de 2 et de 5 ans. On observe une légère prédominance masculine ,.

### Prédispositions génétiques
Certains rhabdomyosarcomes sont associés à une prédisposition génétique aux cancers dans le cadre du syndrome de Li-Fraumeni, d'une neurofibromatose de type 1, syndrome de Beckwith-Wiedemann, de Costello et de Noonan .

## Pathologie

### Localisation
Les rhabdomyosarcomes se développent généralement au niveau des cavités céphaliques (orbite, nez, sinus, oreille) ou de la sphère urogénitale (vessie, prostate, vagin, cordon spermatique) . Plus rarement, ils sont musculaires au niveau des membres.
Bien qu'apparaissant dans différentes zones, ces tumeurs possèdent des caractéristiques cellulaires comparables.

### Symptomes Cliniques et biologiques
Symptômes généraux
La première manifestation du RMS chez les patients est, le plus souvent, l’apparition d’une masse isolée, qui grossit petit à petit et pouvant devenir sensible au toucher. Fatigue, perte de poids et d’appétit peuvent aussi survenir chez les patients et conduisent à l’altération de son état général.
La présence de métastases peut aussi conduire à l’apparition d’autres types de douleurs.
Symptômes spécifiques ,
Selon l’emplacement de la tumeur, d’autres symptômes peuvent se déclarer :
- Yeux : larmoiement, paupière enflée ou tombante, strabisme, rougeur autour de l'œil, œil saillant
- Tête et cou : asymétrie faciale, paralysie faciale, trouble de la vision, visage gonflé, maux de tête ou d’oreille, perte auditive, troubles respiratoires
- Nez et gorge : congestion nasale, modification de la voix ou écoulement nasal contenant du mucus et du pus
- Canaux biliaires (rare) : jaunisse
- Abdomen et bassin: gonflement ou présence de masse dans l’abdomen, douleur, vomissement, constipation
- Voies génitales ou urinaires : douleur, difficulté à uriner, sang dans les urines,  masse indolore, saignement du vagin

### Sous-Types
Les rhabdomyosarcomes se distinguent en sous-groupes, qui sont différents selon l'approche d'étude.
Approche histologique :
- Rhabdomyosarcome embryonnaire (pédiatrique) : ces cancers sont le plus souvent associés à l'absence d'une protéine de fusion
- Rhabdomyosarcome alvéolaire (pédiatrique) : présence le plus souvent d'une fusion entre les gènes PAX3 ou PAX7 et FOXO1
- Rhabdomyosarcome pléomorphique (principalement adulte)

Approche moléculaire  : La découverte d'un transcrit de fusion, donnant lieu aux oncoprotéines PAX3-FOXO1 ou PAX7-FOXO1 a rajouté une strate dans la classification des Rhabdomyosarcomes. On retrouve ainsi : 
- Le groupe des Fusion Positive
- Le groupe des Fusion Négatif

## Diagnostic et Prise en Charge

### Diagnostic
Le diagnostic repose principalement sur des examens d’imagerie (tomodensitométrie (TDM) et imagerie par résonance magnétique (IRM)) pour déterminer sa localisation, sa taille et potentiellement des métastases. Le diagnostic est confirmé par le prélèvement d’un échantillon de la masse tumorale, appelée biopsie ,,. Ces biopsies sont utilisées en immunohistochimie pour confirmer le diagnostic selon la présence de certains marqueurs : desmine, myogénine, myoD1.
Pour déterminer la présence de métastases, d’autres examens sont réalisés comme un  scanner, une  scintigraphie, une radiographie, une tomographie par émission de positrons (TEP) ou encore des analyses de la moelle osseuse (myélogramme, biopsie ostéomédullaire) ou du liquide céphalo-rachidien par ponction lombaire ,,.

### Classification
À la suite du diagnostic, les rhabdomyosarcomes sont classifiés en différents stades selon l’étendue et la taille de la tumeur (classification par TNM)  
- Stade 1 : 
  - tumeur localisée dans la région entourant l’œil (orbite, paupière), de la tête et du cou, vésicule et canaux biliaires, ovaires, trompes de Fallope, utérus, vagin, région à côté des testicules, pénis, uretères et urètre
  - pas de propagation dans d’autres parties du corps
- Stade 2 : 
  - tumeur localisée dans la vessie, rein, prostate, muscles du bras, de la jambe ou du tronc, région entourant le crâne, régions de la tête et du cou situées près des méninges, dont les voies nasales, les sinus paranasaux, l’oreille moyenne et l’arrière de la partie supérieure de la gorge, partie arrière de l’abdomen
  - tumeur de moins de 5 centimètres
  - pas de propagation dans d’autres parties du corps
- Stade 3 : 
  - tumeur localisée dans la vessie, rein, prostate, muscles du bras, de la jambe ou du tronc, région entourant le crâne, régions de la tête et du cou situées près des méninges, dont les voies nasales, les sinus paranasaux, l’oreille moyenne et l’arrière de la partie supérieure de la gorge, partie arrière de l’abdomen
  - tumeur de moins de 5 centimètres s’étant propagé aux ganglions lymphatiques et ayant pu se propager aux tissus avoisinants
  - tumeur de plus de 5 centimètres ayant pu se  propager aux ganglions lymphatiques et/ou aux tissus avoisinants
- Stade 4 : 
  - tumeur localisée dans la vessie, rein, prostate, muscles du bras, de la jambe ou du tronc, région entourant le crâne, régions de la tête et du cou situées près des méninges, dont les voies nasales, les sinus paranasaux, l’oreille moyenne et l’arrière de la partie supérieure de la gorge, partie arrière de l’abdomen
  - présence de métastases

### Traitements
La thérapie est en général adaptée à l’enfant et dépend du stade, de l’âge, de l’emplacement, de la quantité tumorale retirée par chirurgie, de l’aspect des cellules et des tissus et du type de RMS ,.
Le traitement comprend le plus souvent une chimiothérapie combinant différents médicaments (généralement pré-opératoire et post-opératoire), un retrait de la tumeur par chirurgie et/ou par radiothérapie externe ou interne à la tumeur (curiethérapie). Le traitement dure le plus souvent entre 6 et 12 mois et peut être complété avec un traitement d’entretien/de fond ,.
Après rémission, les patients sont suivis durant plusieurs années, au moins jusqu’à la fin de leur croissance, à la fois pour détecter à temps une éventuelle récidive , la dépister et prendre en charge les effets indésirables des traitements. Le risque de récidive diminue considérablement après 3 ans et est très faible après 5 ans suivant le diagnostic.

### Pronostic
La survie dépend de plusieurs facteurs : 
- D'une part, la localisation de la tumeur joue un rôle important. Elle est supérieure à 80 % pour les tumeurs de l'orbite, de la vessie, du vagin, et de la région paratesticulaire. Elle est comprise entre 60% et 70% pour les autres tumeurs localisées.

- La présence de métastase au diagnostic affecte également la survie. En effet, on observe une survie inférieure à 20 % dans le cadre de métastases ostéo-médullaires par exemple.
- Le sous-type moléculaire : l'absence de protéine de fusion, sous-type fusion-négatif (FN), est considérée de bon pronostic par rapport aux rhabdomyosarcomes dits fusion-positive (FP)[9].

- Les enfants âgés entre 1 et 9 ans ont une meilleure chance de survie que les enfants âgés de 10 ans.

Actuellement, l’ensemble des traitements proposés n’est pas suffisant pour éradiquer la maladie chez l’ensemble des patients et nécessite de nouvelles avancées scientifiques pour pouvoir trouver de nouvelles stratégies thérapeutiques et ainsi en améliorer le pronostic.